# Exim
Exim (ursprünglich ein Akronym für EXperimental Internet Mailer) ist ein Mail Transfer Agent und Mailserver.
Exim ist weitgehend aufrufkompatibel zu dem sehr traditionsreichen MTA Sendmail. Seine besondere Stärke liegt in einer sehr flexiblen, aber trotzdem einfachen Konfiguration.
Das Programm wurde 1995 an der University of Cambridge von Philip Hazel entwickelt und ist freie Software. Exim ist aus Smail-3 hervorgegangen. Die Geschichte von Smail reicht bis weit in die 1980er Jahre zurück.
Exim kann Daten aus einer Vielzahl von Datenquellen/Datenbanken extrahieren und auch flexibel weiterverarbeiten bzw. speichern. Weiterhin verfügt Exim über eingebaute Reguläre Ausdrücke (PCRE) und eine einfache, aber sehr mächtige Skriptsprache. Exim erlaubt es außerdem, einen Perl-Interpreter einzubinden, wodurch eigene Perl-Skripte benutzt werden können, die dann z. B. Anbindungen an andere Datenbanken ermöglichen oder besondere Prüfungen durchführen.
Die zurzeit aktuelle Version 4 wurde komplett überarbeitet und ermöglicht durch ein Zugriffskontrolllisten-System eine sehr genaue und flexible Konfiguration zur Spam-Abwehr. Unterschiedliche Plugins ermöglichen außerdem eine Überprüfung des Inhaltes der E-Mails auf Computerviren, Spam und unerwünschte Dateien.
Exim 4 ist der Standard-MTA unter Debian GNU/Linux.

## Alternativen
- Postfix
- qmail